# Jonan García
Jon Andoni García Aranbillet, detto Jonan (Bilbao, 8 gennaio 1983), è un ex calciatore spagnolo, di ruolo centrocampista.

## Carriera

### Club
Ha giocato nella massima serie dei campionati spagnolo, greco e cipriota.

### Nazionale
Ha militato nelle varie nazionali giovanili spagnole, dall'Under-16 all'Under-21.